# Notre-Dame-du-Rocher

Notre-Dame-du-Rocher este o comună în departamentul Orne, Franța. În 1 ianuarie 2018 avea o populație de 53 de locuitori.